# Червеноуха водна жаба
Червеноуха водна жаба (Hylarana erythraea) е вид жаба от семейство Водни жаби (Ranidae). Видът не е застрашен от изчезване.

## Разпространение
Разпространен е в Бруней, Виетнам, Индонезия (Калимантан, Малки Зондски острови, Сулавеси, Суматра и Ява), Камбоджа, Лаос, Малайзия (Западна Малайзия, Сабах и Саравак), Мианмар, Сингапур и Тайланд. Внесен е във Филипини.

## Описание
Популацията на вида е стабилна.